# Chytranthus gilletii
Chytranthus gilletii là một loài thực vật có hoa trong họ Bồ hòn. Loài này được De Wild. mô tả khoa học đầu tiên năm 1906.